# チャベス愛
チャベス 愛（チャベス あい、1992年2月13日 - ）は、愛知県出身のファッションモデル、タレント。アルファベットプロモーション所属。

## 来歴
日本人の父とフィリピン人の母を持つハーフとして生まれる。小さい頃からモデルになりたいという夢をもち、ミスモバゲーグランプリ審査員特別賞受賞。
名古屋でレギュラー番組、NBN 「ジローラモのチんクえTV」CBC「薬師寺モータース」出演。2014年上京し、LIBERAから、アルファベットプロモーション所属。
2018年、テレビ朝日「私って美人ですよね？」に出演し熱演が評価され「ブス部屋の管理人」に任命された。2019年 K-1 KHAOSラウンドガール。2019年 東京ガールズコレクション公式ランニングチーム「TOKYO GIRLS RUN」にも選ばれた。
横浜マラソン2019にて初フルマラソンに挑戦。タイムは4時間53分で見事完走。BESTBODYJAPANグランプリ獲得。

## 人物
- アイドルが好きで元NMB48の木下百花やゆるめるモ!のあのが好きだとSNSにて公言している。
- K-POPにも詳しい。
- 携帯の連絡先は3000人以上で、テレビ番組でも人脈の広さを話していて、ジョニーデップとも親交がある様子。世界のセレブからハリウッドスターまでをも魅了する人誑しと言われている。
- 愛犬トイプードルのとと丸とウーパールーパーのドレッドと生活している。

## 出演

### TV
- 有吉反省会（NTV）
- やすともの恋愛島season2（ABC）
- 梅沢富美男のズバッと聞きます！（フジテレビ）
- NONSTYLE井上のオフスタイル休み方改革inハワイ（KTS）
- 女が女に怒る夜 令和一発目の愚痴祭りSP（NTV）
- お願い！ランキング 私って美人ですよね？（EX）
- TVチャンピオン極「泣き女王 決定戦（TX）
- ナカイの窓（NTV）
- お願い！ランキング（EX）
- 東京カワイイ★TV（NHK）
- ジローラモのチんクえTV（NBN）
- 東京カワイイ★TV（NHK）
- 薬師寺モータース（CBC）
- アッコにおまかせ!（TBS）

以上出典:

### WEB
- 指原莉乃とブラマヨの恋するサイテー男総選挙（AbemaTV）
- 妄想不動産（AbemaTV）
- クロぱち（U-NEXT）
- Leola's ハッピーアワー #25（LINE LIVE）
- 私のAIする王子様 シーズン２ （GYAO!）
- お願い!ランキング（AbemaTV）
- 全日本女子パリピ選手権（AbemaTV）
- 全日本女子パリピ選手権直前SP（AbemaTV）
- リアルカイジGP ファイナルラウンド（AbemaTV）
- Kissうぃーね!（AbemaTV）

以上出典: